# 拉凯讷
拉凯讷（法語：La Caine，法語發音：[la kɛn] ⓘ）是法国卡尔瓦多斯省的一个市镇，属于卡昂区。

## 地理
拉凯讷（49°2'4"N, 0°31'12"W）面积2.41 平方千米，位于法国诺曼底大区卡爾瓦多斯省，该省份为法国西北部沿海省份，北濒大西洋英吉利海峡，东北与滨海塞纳省以海上边界相接，东临厄尔省，南至奧恩省，西与芒什省接壤。
与拉凯讷接壤的市镇（或旧市镇、城区）包括：蒙蒂尼、乌菲耶尔、普雷欧博卡日、奥恩河畔蒙蒂耶尔、蒂里阿库尔勒奥姆。

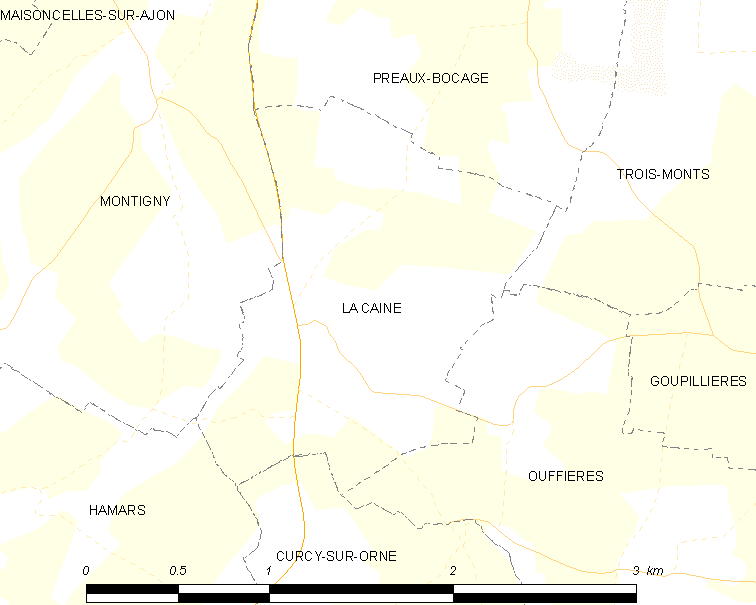
拉凯讷的OSM定位图

拉凯讷的时区为UTC+01:00、UTC+02:00（夏令时）。

## 行政
拉凯讷的邮政编码为14210，INSEE市镇编码为14122。

## 政治
拉凯讷所属的省级选区为埃夫勒西县。

## 人口

1962-2008年间拉凯讷人口变化图示

拉凯讷于2022年1月1日时的人口数量为160人。